# Jisra’el Eldad
Jisra’el Eldad, właśc. Jisra’el Scheib (hebr. ישראל אלדד, ang. Israel Scheib, ur. 11 listopada 1910 w Podwołoczyskach w Galicji, zm. 22 stycznia 1996 w Jerozolimie) − polski i izraelski pisarz, historyk i filozof. Syjonista i bojownik o wolność Izraela.
Był jednym z przywódców Lohamei Herut Israel (Lechi), żydowskiej podziemnej organizacji, z ramienia której jako główny członek i ideologiczny szef, pod pseudonimem Sambatyon w pewnym okresie był deputowanym na Mandat Palestyny.

## Życiorys
Eldad chodził do szkoły rabinicznej w Łodzi. Następnie studiował filozofię i historię na Uniwersytecie Wiedeńskim, gdzie uzyskał tytuł doktora. Po studiach nauczał nauczycieli Tanachu w seminarium w Wilnie.
Był aktywnym członkiem organizacji Bejtar w Polsce. W 1938 roku, na trzeciej konferencji Bejtaru opowiedział się po stronie Menachema Begina późniejszego premiera Izraela, a przeciw Zeewowi Żabotyńskiemu.
Pisał literackie i polityczne artykuły dla polsko-żydowskich organizacji. W roku 1941 uciekł z zajętego przez Sowietów Wilna do Mandatu Palestyny, gdzie pracował jako nauczyciel w Tel Awiwie. Wkrótce został kierownikiem ideologicznym organizacji podziemnej Lechi jak i redaktorem jej zeszytów, w których comiesięcznie wydawanych Publikacjach He-Chazit („Front“) jak i tygodniku Ha-Ma'as.
Złapany przez Brytyjczyków zbiegł, lecz był ranny. Znów aresztowany i osadzony w więzieniu Latrun, skąd w 1946 roku po pół roku odbywania kary był uwolniony przez członków Lechi. Do powstania państwa Izrael, kontynuował swoją działalność podziemną. Założył skrajnie prawicową grupę Chazit ha-Moledet („Front domowy”). W dniu 9 września 1948 roku, po zabójstwie mediatora ONZ hrabiego Folke Bernadotte, organizacja ta została uznana przez rząd Izraela za bezprawną. Niektórzy członkowie tej organizacji zostali aresztowani. Eldad jednak uniknął aresztowania i ukrywał się. Od 1949 był redaktorem czasopisma Sullam (Kierownictwo), gdzie prezentował skrajnie nacjonalistyczne poglądy. Reprezentował pogląd podboju terytoriów dla Izraela w maksymalnych „biblijnych granicach” i opowiadał się za wysiedlaniem miejscowej ludności arabskiej. W 1950 roku wniósł pozew do Izraelskiego Sądu Najwyższego przeciwko zwolnieniu go z zawodu nauczyciela, z powodu jego nacjonalistycznych poglądów. Eldad wygrał proces. Od 1962 r. jako profesor nauk humanistycznych przez 20 lat wykładał na uczelni Technion w Hajfie, gdzie prowadził badania w dziedzinie studiów biblijnych oraz w Ariel University Center of Samaria. W 1988 roku otrzymał Nagrodę Bialika.
W latach 1950–1990 Eldad był znanym ideologiem, eseistą, filozofem prawa. W latach 1949–1964 był redaktorem i wydawcą miesięcznika „Sulam”, który ostro skrytykował politykę rządu kierowanego przez przedstawicieli Partii Socjalistycznej „Mapai”), różnych stron i aspektów izraelskiej polityki i kultury.
W roku 1950 Eldad napisał książkę Pierwsza dziesiątka, w 1958 Idee Biblii, a 1978 Rewolucja żydowska oraz wraz z synem Arielem Eldadem Zadanie Jerozolimy.

## Publikacje
- Israel Eldad, Israel. The Road to Full Redemption (New York: Futuro Press, 1961)
- Israel Eldad, The Jewish Revolution: Jewish Statehood (Israel: Gefen Publishing House, 2007), ISBN 978-965-229-414-2
- Israel Eldad, The First Tithe (Tel Awiw: Jabotinsky Institute, 2008), ISBN 978-965-416-015-5